# Tintin (figur)
 For alternative betydninger, se Tintin. (Se også artikler, som begynder med Tintin)
 Der er for få eller ingen kildehenvisninger i denne artikel, hvilket er et problem. Du kan hjælpe ved at angive troværdige kilder til de påstande, som fremføres i artiklen.

Tintin er titelfiguren i tegneserien Tintin. Han er den heltemodige journalist, der via sit arbejde får færten af en række mysterier og skurkagtigheder, som han går i gang med at opklare.
Tintins ydre karakteristika er først og fremmest det lyse hår med den opretstående tot, der gør ham let genkendelig, selv når han optræder i baggrunden. Han fremtræder meget (næsten urimeligt) ungdommelig med en standardpåklædning bestående af plusfours og sweater, det sidste dog undertiden erstattet af hvid skjorte og slips. Over dette bærer han typisk en cottoncoat.
Han er af natur nysgerrig, og han har forskellige måder at klare opgaverne på. Han kan dels i bedste Sherlock Holmes-stil tænke sig til gådernes løsning, dels kan han med gåpåmod kaste sig frygtløst ind i forskellige hæsblæsende situationer, og endelig går han ikke af vejen for et slagsmål, hvis det bliver nødvendigt.
Han er basalt set positiv, i godt humør og trofast over for sine venner: Hans trofaste hund Terry, hans plejebror Tchang, følgesvenden kaptajn Haddock og den geniale videnskabsmand professor Tournesol.

## Inspirationer
Blandt inspirationskilderne til figuren Tintin nævnes den danske drengespejder og senere skuespiller, Palle Huld, der som 15-årig i 1928 af Politiken blev sendt på en jordomrejse i anledning af 100-året for Jules Vernes fødsel, forfatteren til romanen Jorden rundt i 80 dage. Tanken var at Huld skulle gentage romanfiguren Phileas Foggs rejse og forhåbentlig hurtigere end de 80 dage. Avisen afholdt Hulds udgifter og bragte til gengæld hans reportager fra rejsen i avisen. Begivenheden blev kendt vidt omkring, og Huld fik efter rejsen udgivet en bog om turen med titlen Jorden rundt i 44 dage (en). Den belgiske Tintin-ekspert, Philippe Goddin (en), har fastslået, at Huld og hans rejse sandsynligvis har været en af inspirationerne for Hergés figur, der så dagens lys i historien Tintin i Sovjetunionen, der begyndte at udkomme i 1929. Beretningen om Hulds rejse blev bragt i belgiske aviser, som direkte eller indirekte kan have været kendt af Hergé.
Blandt lighederne mellem Huld og Tintin er alderen; Tintins alder angives aldrig i serien, men han fremstilles som en meget ungdommelig person med lyst strittende hår (Hulds var tjavset og rødblondt), hvis beklædning også ligner den, Huld ofte blev fotograferet i. Huld var spejder, hvilket Hergé også havde været, og som Huld, der blandt andet var i Sovjetunionen, kommer Tintin i historierne vidt omkring, heriblandt i Tintin i Sovjetunionen. Denne historie slutter  med, at Tintin modtages i Bruxelles som helt efter begivenhederne; dette kan sammenlignes med den storslåede modtagelse, Huld fik efter hjemkomsten til København.
En anden inspiration har givetvis været Hergés bror, Paul, der var rundhovedet og havde en strithårsfrisure. Inspiration til Tintins eventyr kan også have været inspireret af flere journalister fra den tid, heriblandt franskmændene Joseph Kessel og Albert Londres, der begge rejste meget uden for Europa.